# Ивлев, Павел Петрович
Ивлев, Павел Петрович (род. 6 января 1970, Химки, Московская область) — российский юрист, фигурант дела ЮКОСа.

## Биография
Павел Ивлев родился в Химках в 1970 году. Окончил юридический факультет МГУ (1993), где учился одновременно с другими будущими фигурантами дела ЮКОСа — Василием Алексаняном и Светланой Бахминой, а его однокурсником был будущий первый вице-премьер Игорь Шувалов. После МГУ Ивлев также изучал право в  юридической школе Колумбийского университета в Нью-Йорке и университете королевы Марии в Лондоне.
В 1994 году Ивлев был принят в Московскую городскую коллегию адвокатов, и вскоре по приглашению Шувалова пришёл в юридическую фирму «АЛМ Фельдманс», где достиг позиции заместителя управляющего партнёра. Через университетского товарища Алексаняна Ивлев привёл в «АЛМ Фельдманс» крупного клиента — ЮКОС. Фирма сопровождала деятельность самой нефтяной компании, его дочерних добывающих и торговых компаний, а также персонально Михаила Ходорковского и Платона Лебедева.
Непосредственно Ивлев занимался зарубежной холдинговой структурой ЮКОСа. В частности, он занимался регистрацией, обслуживанием и ведением счетов фирм, владеющих долями в российских компаниях, которые по заказу ЮКОСа занимались добычей, переработкой и продажей нефти и нефтепродуктов. Законность этой работы подтверждала Адвокатская палата Москвы, однако именно участие в налоговой оптимизации ЮКОСа стало предметом предъявленных Ивлеву обвинения в рамках дела ЮКОСа.

## Дело ЮКОСа
В 2004 году, когда ЮКОСу уже были предъявлены обвинения в налоговых нарушениях, а Генеральная прокуратура РФ инициировала дело против ключевых акционеров компании, 12 ноября в офисе «АЛМ Фельдманс» прошёл обыск, за которым последовали допросы юристов касательно обстоятельств сотрудничества с ЮКОСом. 16 ноября, сразу после допроса, Ивлев покинул Россию. Позже в декабре следователь требовал его возвращения, по словам Ивлева, угрожая преследованием коллег. Именно с давлением на него Ивлев связал уголовные обвинения, предъявленные управляющему партнёру «АЛМ Фельдманс» — Елене Аграновской. В феврале 2005 года в Шереметьево-2 по подозрению в контрабанде наркотиков была задержана супруга Ивлева Екатерина Гурьянова, вместе с которой в Нью-Йорк вылетали их дети. Вскоре семью отпустили, и на следующий день они смогли покинуть страну
Следственные действия в отношении Ивлева активизировались в середине 2005 года. В декабре Басманный суд принял заочное решение об его аресте по обвинению в хищении у ЮКОСа и его дочерних компаний в 2001—2003 годах прибыли на общую сумму 399 940 562 505 рублей и отмывании этих средств путём выплаты дивидендов. В 2006 году суд выдал санкцию на арест Ивлева. Следствие вынесло постановление о розыске юриста не территории России и стран СНГ, а затем и «красное извещение» о его поиске по линии Интерпола. Впрочем, в США и странах Европы запрос о задержании Ивлева сочли безосновательным. В 2007 году Ивлев был привлечён в качестве соответчика по гражданскому иску компании Роснефть, ставшей правопреемником бывших структур ЮКОСа.
В январе 2012 года против Ивлева было возбуждено дело о присвоении вверенных средств и отмывании денег, частью которого стали обвинения в подделке доказательств в российских и международных арбитражных судах. В 2013 году Ивлеву было предъявлено обвинение в хищении акций компании «Енисейнефтегаз», структуры которой имели лицензию на разработку Ванкорского нефтяного месторождения. В ноябре 2016 года Басманный суд по ходатайству следствия арестовал имущество Ивлева в Москве — ⅓ в квартире на 3-й Парковой улице. В мае 2019 года Хамовнический суд Москвы признал Ивлева виновным в хищении 195 млн тонн нефти на сумму более 1 трлн рублей и легализации 133 млрд рублей, и заочно приговорил его к 10 годам колонии.

## В эмиграции
После переезда в США Ивлев получил американское гражданство и поселился в штате Нью-Джерси. Он продолжил заниматься адвокатской деятельностью в коллегии «Каганер и партнёры» и открыл собственное консалтинговое агентство Feldmans. Так, пробыв на протяжении многих лет объектом нескольких «красных извещений» о розыске, Ивлев начал сотрудничать с Интерполом и консультировал людей, покинувших Россию по политическим или экономическим причинам, по вопросам, связанным с отменой запросов о задержании и экстрадиции. С точки зрения Ивлева, Россия манипулирует системой международного розыска для преследования людей за своими пределами. В 2009 году Ивлев стал соучредителем «Комитета российской экономической свободы», который публично выступает за экономические и гражданские права и свободы в России. В 2016 году Ивлев руководит просветительским проектом KRES Poliskola, который помогает людям из постсоветских стран интегрироваться в современное демократическое общество через изучение истории и культуры. Ивлев также сыграл важную роль в процессе по иску бывших акционеров ЮКОСа к Российской Федерации, который рассматривала Постоянная палата третейского суда в Гааге.
Ивлев несколько раз сотрудничал с оппозиционным политиком Алексеем Навальным. Так в начале 2010-х годов Ивлев помог Навальному в расследовании о махинациях «ВТБ Лизинга» при закупке буровых установок по завышенным ценам. Также Ивлев нанимал Навального своим защитником в судах по делу ЮКОСа.

### Утечка документов о финансовых делах Игоря Шувалова
В 2012 году Ивлева связывали с утечкой в американские деловые издания The Wall Street Journal и Financial Times документов, из которых следовало, что с 2000 года семья чиновника заработала десятки миллионов долларов на инвестициях в акции «Газпрома», в ходе которых явно использовалась инсайдерская информация. Публикация данных вызвала широкий резонанс в российском юридическом сообществе, а издание «Право.ру» назвало её одним из главных скандалов года.
Сам Ивлев не подтверждал и не опровергал свою причастность к «утечке». В интервью Forbes Ивлев рассказывал, что сотрудничал с Шуваловым как юрист и занимался его счетами с 1997 по 2007 год (после того, как последний отошёл от юридической практики), однако их отношения не были скреплены договором. Таким образом, отмечал Ивлев, даже в случае его причастности разглашение сведений о финансах Шувалова не нарушало бы адвокатскую тайну, поскольку тот не был его доверителем. Также Ивлев указывал на пункты Кодекса профессиональной этики адвоката, в том числе, принцип нравственности, который ставит закон и нравственность в профессии адвоката выше воли доверителя.

## Участие в общественно-политических движениях
Павел Ивлев — активист движения «Свободная Ингрия». В интервью не раз заявлял поддержку идеям создания независимого государства на территории современной Ленинградской области. Активный участник Форумов свободных народов пост-России. Основатель Дома Ингрии в Нарве.